# 64号線 (ポーランド)
ポーランド国鉄64号線（ポーランド語;Linia kolejowa nr 64）は、マウォポルスカ県コズウフのコズウフ駅とシロンスク県コニェツポルのコニェツポル駅を結ぶポーランド国鉄の鉄道路線である。

## 概要
1971年12月28日に開業し、1973年12月29日に電化された。全長は43.527 kmである。ワルシャワ - クラクフ間の優等列車の多くは1号線、4号線、当線のスタルズィニ - コズウフ間および8号線を経由する。
2016年8月初旬にコズウフ - スタルズィニ間にETCSのレベル1が搭載された.。